# Glycyphana lateralis
Glycyphana lateralis är en skalbaggsart som beskrevs av Wallace 1867. Glycyphana lateralis ingår i släktet Glycyphana och familjen Cetoniidae. Utöver nominatformen finns också underarten G. l. perviridis.